# Fuoco magico
Fuoco magico (Magic Fire) è un film del 1955 diretto da William Dieterle.